# Mini Nuhuma
Mini Nuhuma är en ort i Mexiko.   Den ligger i kommunen Metlatónoc och delstaten Guerrero, i den sydöstra delen av landet, 260 km söder om huvudstaden Mexico City. Mini Nuhuma ligger 2 086 meter över havet och antalet invånare är 287.
Terrängen runt Mini Nuhuma är kuperad åt sydväst, men åt nordost är den bergig. Runt Mini Nuhuma är det ganska glesbefolkat, med 43 invånare per kvadratkilometer. Närmaste större samhälle är San Pablo Atzompa, 5,6 km norr om Mini Nuhuma. I omgivningarna runt Mini Nuhuma växer huvudsakligen savannskog.